# اسکس (شهرستان سن برناردینو، کالیفرنیا)
اسکس (به انگلیسی: Essex) یک منطقهٔ مسکونی در ایالات متحده آمریکا است که در کالیفرنیا واقع شده‌است. اسکس ۸۹ نفر جمعیت دارد و ۵۲۸ متر بالاتر از سطح دریا قرار دارد.